# Matus Sándor
Matus Sándor (Székesfehérvár, 1976. október 31. –) magyar labdarúgókapus, edző.

## Pályafutása
A Videoton FC utánpótlás-csapatainál nevelkedett 1987-től. 2004 márciusában érkezett Izlandra, ahol Fórizs Sándor segített neki. Már több mint 10 éve futballozik Izlandon, egy év megszakítással, 2004 és 2005 között kölcsönben a Barcsi SC játékosa volt.
2007-ben fél évig játékos-edzőként is tevékenykedett. 2014-ben távozott a Knattspyrnufélag Akureyrar labdarúgó-csapattól. Távozását követően Akureyri város másik labdarúgó-csapata, a Þór Akureyri felkereste és leigazolta.